# Dicranomyia (Dicranomyia) gracilirostris
Dicranomyia (Dicranomyia) gracilirostris is een tweevleugelige uit de familie steltmuggen (Limoniidae). De soort komt voor in het Palearctisch gebied.